# منصفة (اسم)
منصفة هو اسم علم مؤنث من أصل عربي، ومعناه هو من الفعل أنذر، المهددة، المعلمة بالأمر، المرسلة الإنذار.

## الأصل اللغوي
جاء في معاني الجامع عن اصل ومهمة منصف
1. ناصِفُوْن: (اسم)
  - ناصِفُوْن : جمع ناصِفُ
2. إِنصاف: (اسم)
  - مصدر أَنْصَفَ
  - إِنْصافُ الْمَظْلومِ : اِسْتِيفاؤُهُ حَقَّهُ، أَيْ إِزالَةُ الظُّلْمِ عَنْهُ
3. إِنصاف: (اسم)
  - إنصاف : مصدر أَنصَفَ
4. مَنصَف: (اسم)
  - الجمع : مَنَاصِفُ
  - مَنْصَفُ الطَّرِيقِ : وَسَطُهُ
5. مَنصِف: (اسم)
  - المَنْصِفُ : المُنتصَف
6. مُنَصَّف: (اسم)
  - المُنَصَّفُ : شرابٌ طُبِخَ حتى ذهب نِصْفُه
  - رجلُ مُنَصِّف: خمَّرَ رأْسه بعمامة
7. مُنَصِّف: (اسم)
  - مناضِخُ زراعيّة
8. مُنصَف: (اسم)
  - مُنصَف : اسم المفعول من أَنصَفَ
9. مُنصِف: (اسم)
  - فاعل من أَنْصَفَ
  - هُوَ مُنْصِفٌ فِي حُكْمِهِ : عَادِلٌ فِي حُكْمِهِ
  - مُنْصِفُ الزَّاوِيَةِ (هن) : نِصْفُ مُسْتَقِيمٍ يَخْرُجُ مِنْ رَأْسِ الزَّاوِيَةِ وَيُقَسِّمُهَا إِلَى زَاوِيَتَيْنِ مُتَسَاوِيَتَيْنِ
10. مُنصِف: (اسم)
  - مُنصِف : فاعل من أَنصَفَ

## وصلات خارجية
- موسوعة السلطان قابوس لأسماء العرب